# Кумпентум
Кумпентум (фр. Koumpentoum) — город и коммуна в центральной части Сенегала, на территории области Тамбакунда. Административный центр одноимённого департамента.

## Географическое положение
Город находится на западе области, вблизи одноимённого заповедника, на расстоянии приблизительно 300 километров к востоку-юго-востоку (ESE) от столицы страны Дакара. Абсолютная высота — 23 метра над уровнем моря.

## Население
По оценочным данным Национального агентства статистики и демографии Сенегала (Agence nationale de la statistique et de la démographie) численность населения Кумпентума в 2009 году составляла 8488 человек, из которых мужчины составляли 50 %, женщины — соответственно также 50 %.

## Транспорт
В городе расположена железнодорожная станция. Ближайший аэропорт расположен в городе Тамбакунда.